# Ло Гуаньчжун
Ло Гуаньчжун (кит. трад. 羅貫中, упр. 罗贯中, пиньинь Luó Guànzhōng) — китайский писатель XIV века, которому приписывается создание классического романа «Троецарствие» — о событиях II—III веков н. э.

## Биография
О жизни писателя известно очень мало, поскольку как основатель традиции исторических романов он стал почти легендой в Китае.
Согласно некоторым источникам, Ло Гуаньчжун в основном вёл уединенный образ жизни и преуспел в написании стихов на социальные темы. Также утверждается, что он обладал исключительными познаниями в философии и был способен предвидеть некоторые события. Помимо этого, говорится, что у него были широкие познания в астрологии, астрономии и метеорологии.
Многолетние исследования ученых-филологов, источниковедов и литературоведов позволяют утверждать, что он родился приблизительно между 1315 и 1318 годами, во время монгольской империи Юань. Городом, где родился писатель, традиционно считается Тайюань.
Семья будущего писателя занималась торговлей шёлком. До 14 лет Ло занимался в школе, но после смерти матери в 1344 году переехал в город Сучжоу, где стал помогать отцу в торговле. Все же через некоторое время он отправился в город Цыси, где учился у местного мудреца.
Роман Ло Гуаньчжуна издавна вызывал интерес у исследователей с точки зрения не только его содержания, а также исторической достоверности описанных в нем событий, фактов, исторических лиц, но и истории его текста, подвергавшегося на протяжении сотен лет переработкам. Изучается и история публикации романа, его переводов и комментариев.
Когда в 1356 году в Китае начались антимонгольские восстания, Ло Гуаньчжун присоединился к ним, но через несколько лет вернулся в родной город. После смерти своего отца он переехал в Сучжоу, где, помимо всего остального, занимался литературной деятельностью.
После падения Юань он больше не принимал никакого участия в политике, занимаясь философией, астрологией, гаданиями и др. науками.
Скончался Ло Гуаньчжун в 1400 году из-за болезни.
Имя Ло Гуаньчжуна стало настоящим «синонимом» средневековой китайской литературы.

## Литературная деятельность

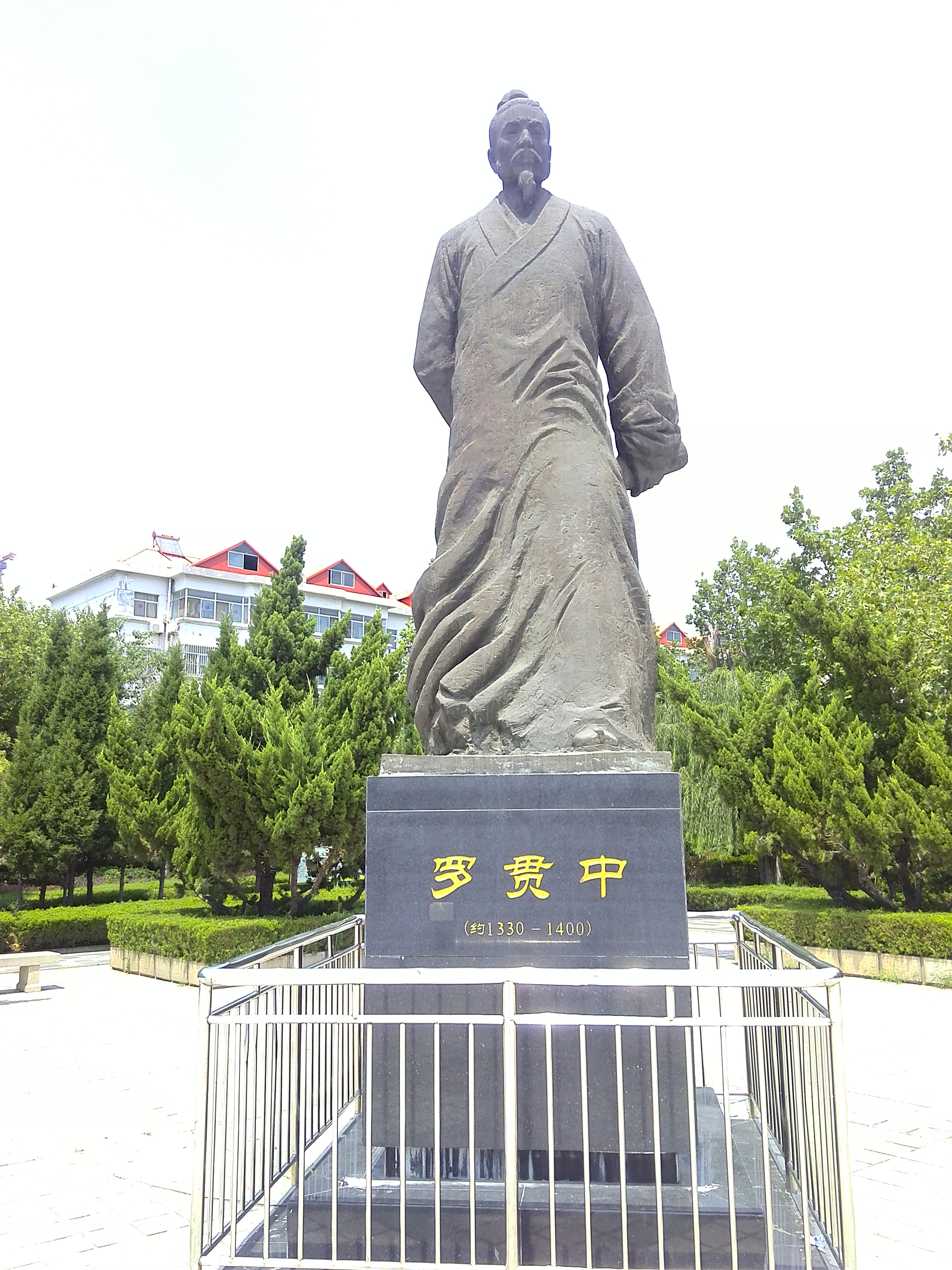
Памятник Ло Гуаньжчуну в Дунпине

Ло Гуаньчжуна считают автором 6 классических романов. Главным из них считают роман «Троецарствие». Предполагается также, что после смерти автора он был дополнен другими авторами. По мнению ряда исследователей, Ло Гуаньчжун является также автором другого классического романа «Речные заводи», приписываемого Ши Найаню. По мнению других, Ши Найань просто объединил те 100 глав романа «Речные заводи», которые написал Ло Гуаньчжун. Но есть и другое мнение, согласно которому имя «Ши Найань» — один из литературных псевдонимов самого Ло Гуаньчжуна.
В китайских исторических хрониках утверждается, что роман «Троецарствие» представляет собой литературную обработку летописных записей придворного историка Чэнь Шоу и ряда других анналистов. В романе описываются борьба за власть, войны и дипломатические интриги, которые проходили в последние годы династии Поздняя Хань (25-220 годы н. э.) и в период Троецарствия (220—280 годы н. э.), когда единый Китай распался на три враждующих между собой царства: Шу, под главенством Лю Бэя; У, под главенством Сунь Цюаня и Вэй, во главе с Цао Цао. Междоусобные войны продолжались вплоть до объединения царств династией Цзинь в 280 году.
Большинство персонажей романа имели реальные исторические прототипы, хотя сегодня в описании его автором их личных качеств, внешности и фактов биографии порой нелегко отделить факты от вымысла. Ло Гуаньчжун нередко даёт своим героям личные оценки, произвольно разделяя их на положительных и отрицательных.
Первое издание романа Ло Гуаньчжуна (методом ксилографии) относится к 1494 году, и в течение следующих пяти столетий он неизменно оставался на пике своей популярности. За всё время существования китайской литературы ни один роман не выдержал такого количества переизданий. Романом зачитывались все, от императора до представителей социальных низов.
Иностранцы, которые пытаются понять китайскую культуру и изучить историю Китая, нередко обращаются именно к этому роману, наряду с классическим «Пятикнижием». Это также — один из первых китайских романов, переведённых в Европе.
Впервые ксилографическое издание романа оказалось в России в 1821 году, будучи специально закуплено в Пекине прикомандированным к русской духовной миссии чиновником Азиатского департамента МИД Е. Ф. Тимковским. Оно носило заглавие «История Трёх царств».
Помимо романов, Ло Гуаньчжун написал также несколько пьес, среди которых — «Легенда императора династии Сун Тайцзу» и «Честный и преданный сын».

## Сочинения
- «Троецарствие», роман
- «Речные заводи» (может быть Ши Найань), роман
- Исторический роман об эпохе династий Суй и Тан
- Исторический роман об эпохе 5 династий и 10 царств
- «Павильон Феникса», роман
- «Развеянные чары», роман
- «Легенда императора династии Сун Тайцзу», пьеса
- «Честный и верный сын», пьеса

## Издания на русском языке
«Троецарствие»
- Ло Гуань-чжун. Троецарствие: Роман в 2-х томах / Пер. В. А. Панасюка под ред. В. С. Колоколова. Подгот. текста, предисл. и коммент. Б. Л. Рифтина. — М.: Государственное изд-во художественной лит-ры, 1954. — 1584 с. — Тир. 30 000 экз.
- Ло Гуань-чжун. Троецарствие / Пер. В. А. Панасюка под ред. С. Хохловой (с сокращениями). Подг. текста, предисл. и коммент. Б. Л. Рифтина. — М.: Художественная лит-ра, 1984. — 792 с. — Тир. 50 000 экз.
- Ло Гуань-чжун. Троецарствие: Роман в 2-х томах / Пер. В. А. Панасюка под ред. В. С. Колоколова. Предисл. Л. Н. Меньшикова. — Рига: Полярис, 1997. — 1580 с. — (Новая библиотека китайской литературы). — Тир. 1 000 экз. — ISBN 5-88132-276-2.
- Ло Гуань-чжун. Троецарствие: Роман в 2-х томах / Пер. В. А. Панасюка под ред. В. С. Колоколова. Подгот. текста, предисл. и коммент. Б. Л. Рифтина. — СПб.: Наука, 2014. — 1664 с. — (Библиотека китайской литературы). — Тир. 1 000 экз. — ISBN 978-5-02-038386-9.

«Развеянные чары»
- Ло Гуань-чжун, Фэн Мэн-лун. Развеянные чары / Пер. с кит. В. А. Панасюка; вступ. ст. и коммент. Д. Воскресенского. — М.: Художественная лит-ра, 1983. — 440 с. — (Библиотека китайской литературы). — Тир. 50 000 экз.
- Ло Гуань-чжун, Фэн Мэн-лун. Развеянные чары / Пер. с кит. В. Панасюка; вступ. ст. и коммент. Д. Воскресенского. — Рига: Полярис, 1997. — 480 с. — (Новая библиотека китайской литературы). — ISBN 5-88132-304-8